# Identified
Identified är Vanessa Hudgens andra studioalbum. Det utgavs den 1 juli 2008.
Identified är det andra studioalbumet av Vanessa Hudgens, släpptes den 1 juli 2008 i USA, [1] 24 juni 2008 i Japan, 13 februari 2009 i de flesta europeiska länder [2] och 16 februari 2009 i Storbritannien . Albumet fick överlag positiva recensioner från musikkritiker. En enda har singel har hittills släppts kallade Sneakernight ". Detta var hennes sista album med Hollywood Records.

## Låtförteckning
1. "Last Night"
2. "Identified"
3. "First Bad Habit"
4. "Hook It Up"
5. "Don't Ask Why"
6. "Sneakernight"
7. "Amazed"
8. "Don't Leave"
9. "Paper Cut"
10. "Party On The Moon"
11. "Did It Ever Cross Your Mind"
12. "Gone With The Wind"

### Bonusspår på den japanska utgåvan
1. "Set If Off"
2. "Committed"
3. "Vulnerable"